# Билингс (Оклахома)
Билингс (енгл. Billings) град је у америчкој савезној држави Оклахома.

## Демографија
По попису из 2010. године број становника је 509, што је 73 (16,7%) становника више него 2000. године.
| Група             | 2000.       | 2010.       |
| Белци             | 380 (87,2%) | 469 (92,1%) |
| Афроамериканци    | 0 (0,0%)    | 5 (1,0%)    |
| Азијати           | 0 (0,0%)    | 0 (0,0%)    |
| Хиспаноамериканци | 10 (2,3%)   | 10 (2,0%)   |
| Укупно            | 436         | 509         |